# Antonio De Poli
Antonio De Poli (ur. 4 października 1960 w Vicenzy) – włoski polityk, samorządowiec, były eurodeputowany, parlamentarzysta.

## Życiorys
Po ukończeniu szkoły średniej kształcił się w zakresie technologii informacyjnej. Pracował zawodowo w narodowym przewoźniku kolejowym Ferrovie dello Stato Italiane.
W 1982 zaangażował się w działalność polityczną w ramach organizacji młodzieżowej Chrześcijańskiej Demokracji. W 1990 objął urząd burmistrza Carmignano di Brenta, który sprawował przez pięć lat. W 1995 wszedł w skład rady regionu Wenecji Euganejskiej, gdzie stanął na czele klubu radnych Centrum Chrześcijańsko-Demokratycznego (powstałego na bazie rozwiązanej DC). Pięć lat później znalazł się w zarządzie tego regionu. W 2002 wraz ze swoim ugrupowaniem przystąpił do Unii Chrześcijańskich Demokratów i Centrum.
W wyborach w 2004 uzyskał mandat posła do Parlamentu Europejskiego. Zasiadał w grupie chadeckiej, pracował w Komisji Zatrudnienia i Spraw Socjalnych oraz jako wiceprzewodniczący Komisji Rybołówstwa.
Po wyborach regionalnych w 2005 został asesorem (członkiem zarządu regionu) w Wenecji Euganejskiej ds. polityki społecznej, w związku z czym odszedł z PE (zastąpił go Iles Braghetto). W 2006 został wybrany na członka włoskiego Senatu XV kadencji, a w przedterminowych wyborach krajowych dwa lata później uzyskał mandat posła do Izby Deputowanych XVI kadencji (w obu przypadkach z ramienia UDC). W 2010 był kandydatem Unii na rzecz Centrum na urząd prezydenta Wenecji Euganejskiej (otrzymał 6,4% głosów). W 2013 z ramienia koalicji Z Montim dla Włoch został wybrany do Senatu XVII kadencji. Objął honorową funkcję przewodniczącego swojego ugrupowania. W 2018 i 2022 utrzymywał mandat senatora jako przedstawiciel koalicji centroprawicy.